# Zeche Hannibal

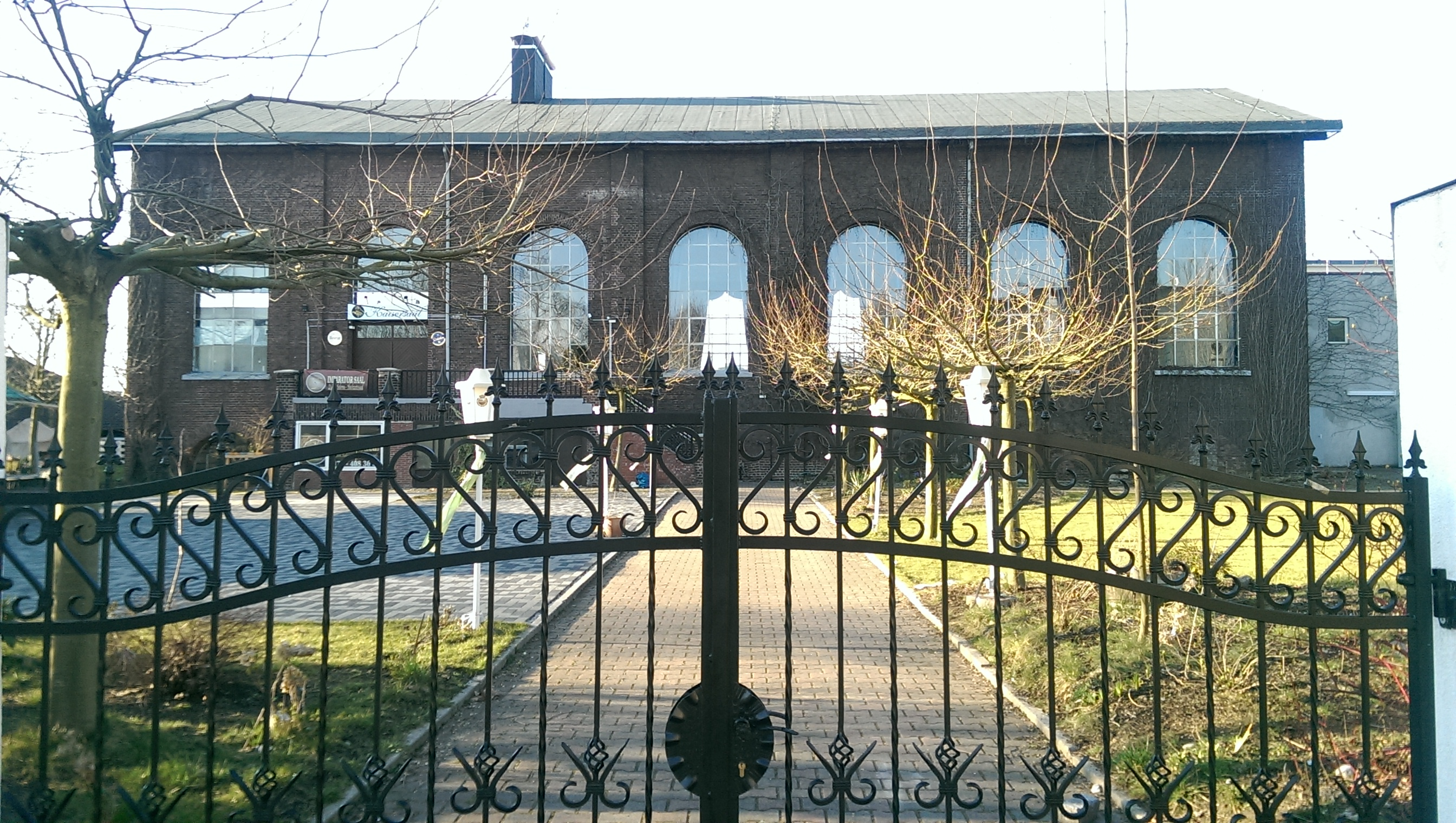
Ehemalige Maschinenhalle von Schacht 2

Die Zeche Hannibal war ein Steinkohlenbergwerk in den Bochumer Stadtteilen Riemke und Hofstede. Das Bergwerk war eine der ersten Tiefbauzechen, die nördlich von Bochum in Betrieb genommen wurde. Das Bergwerk wurde zunächst unter dem Namen Vereinigte Hannibal geführt, später erfolgte die Umbenennung in Zeche Hannibal. Das Zeche Hannibal gehörte zu den Gründungsmitgliedern des Rheinisch-Westfälischen Kohlen-Syndikats. Außerdem gehörte die Zeche Hannibal zu den Gründungsmitgliedern des Vereins für bergbauliche Interessen. Das Bergwerk war in der zweiten Hälfte des 19. Jahrhunderts eine der bedeutendsten Zechen des Regierungsbezirks Arnsberg.

## Geschichte

### Die Anfänge
Am 31. Januar des Jahres 1846 wurde der Schürfschein für die Felder Hannibal I, Hannibal II und Hannibal III erstellt. Im Jahr 1847 wurde das erste Steinkohlenflöz im Feld Hannibal erbohrt. Die Bohrarbeiten wurden von Johann Heinrich von Hüllen und von Hermann Heypertz aus Mülheim geleitet. Beide traten auch beim Bergamt als Muter auf. Am 7. Dezember desselben Jahres wurde die Gewerkschaft Hannibal gegründet. Nachdem die Mutungsbohrungen getätigt worden waren, wurden zwei weitere Felder erworben. Am 10. April 1848 begannen die Teufarbeiten für den ersten Schacht Hannibal I. Unterbrochen wurden die Arbeiten durch Finanzierungsprobleme und durch häufige Wassereinbrüche. Um den steigenden Kapitalbedarf für die Teufarbeiten decken zu können, suchten die Gewerken in der Folgezeit nach Geldgebern. Sie fanden sie in der näheren Umgebung und so blieb der größere Teil der Kuxe in der Region. Im Jahr 1852 wurde bei einer Teufe von 102 Metern das Karbon erreicht. Im selben Jahr wurde eine Eisensteinberechtsame verliehen. Im Jahr 1852 wurde bei einer Teufe von 159 Metern (−87 m NN) die 1. Sohle angesetzt. Im darauffolgenden Jahr wurde bei einer Teufe von 222 Metern (−150 m NN) die 2. Sohle angesetzt. Im selben Jahr wurde mit der Förderung für den Eigenbedarf begonnen. Am 3. März des Jahres 1855 wurden die Geviertfelder Vereinigte Hannibal, Hannibal I und Hannibal II und zwei Absplisse verliehen. Im selben Jahr wurden die Felder unter dem Namen Vereinigte Hannibal konsolidiert. Lehensträger und Repräsentant der Gewerkschaft wurde Major a. D. Wilhelm Bacmeister.

### Die ersten Betriebsjahre
Im Jahr 1856 wurde mit der regelmäßigen Förderung begonnen. Probleme bereitete jedoch der Absatz der geförderten Kohlen. Da der Bahnhof der Eisenbahnlinie Köln-Minden sechs Kilometer vom Bergwerk entfernt war und das Bergwerk noch keinen eigenen Eisenbahnanschluss hatte, mussten die Kohlen mittels Pferdekarren über unbefestigte Landstraßen abtransportiert werden. Die Ausrichtungsarbeiten wurden planmäßig fortgeführt. Bei der Auffahrung wurden mehrere Flöze mit erhöhtem Methangehalt angefahren. Um die Bewetterung zu verbessern, wurde über Tage ein Grubenlüfter installiert. Außerdem wurde geplant, einen weiteren Schacht zu teufen. Im darauffolgenden Jahr wurde mit den Teufarbeiten für einen Wetterschacht begonnen. Schacht 1 wurde mit einem Malakoffturm ausgerüstet. Auf der ersten Tiefbausohle kamen die Ausrichtungsarbeiten gut voran. Durch Querschläge konnten günstige Aufschlüsse erreicht werden. Außerdem wurde die Mulde im Südflügel erkundet. Am 16. April desselben Jahres kam es zu einem Seilbruch, hierbei wurden vier Bergleute getötet. Das Bergwerk gehörte zu diesem Zeitpunkt zum Bergrevier Bochum. Im Jahr 1859 verliefen die Aus- und Vorrichtungsarbeiten weiter zügig. Die Teufarbeiten für den zweiten Schacht wurden nicht weiter fortgesetzt. Grund hierfür war eine nicht einsatzbereite Maschine. Dennoch war zu diesem Zeitpunkt ein zweiter Schacht aufgrund von Schlagwettergefahren zwingend erforderlich geworden. Am 17. August des Jahres 1860 wurden drei Bergleute beim Absturz in den Schacht getötet. Im Jahr 1861 verliefen die Vorrichtungsarbeiten weiter gut. Auf der 2. Sohle wurde bei einer Entfernung von 200 Lachtern ein Flöz mit einer Mächtigkeit von 63 Zoll angefahren. Das Gebirge, in dem sich das Flöz befand, war jedoch gestört. Im Jahr 1862 waren auf der 2. Sohle vier Flöze in Verhieb. In den Flözen Arnold, Johann und Hannibal traten bereits geringe Mengen schlagender Wetter auf. Für die Bewetterung der Grubenbaue wurde über Tage ein Fabryscher Grubenlüfter betrieben.
Da das Bergwerk Probleme hatte, geschulte Bergleute zu bekommen, entschlossen sich die Direktoren des Bergwerks zum Bau von Werkswohnungen. Im Jahr 1863 wurde mit den Teufarbeiten für einen neuen Wetterschacht begonnen. Der Schacht wurde 300 Meter nördlich von Schacht 1 angesetzt. Er wurde mit einem Schachtdurchmesser von sieben Fuß geteuft. Ab 1863 wurde die Zechenkolonie an der Riemker Straße errichtet. Die Gewinnung der Kohlen erfolgte in diesem Jahr in den Flözen Arnold, Backmeister, Johann und Hannibal. Die Flöze wurden durch zum Teil durch stark druckbehaftetes Nebengestein begleitet. Die Ansammlungen von Schlagwettern konnten durch gezielte Bewetterung der betroffenen Betriebspunkte beseitigt werden. Im Jahr 1866 wurde mit der Ausrichtung der 3. Sohle im Unterwerk begonnen. Die Sohle wurde bei einer Teufe von 295 Metern (−223 m NN) aufgefahren. Im Jahr 1867 konnte mit der Zeche Constantin eine gemeinsame Anschlussbahn zum Bahnhof Herne der Köln-Mindener Eisenbahn-Gesellschaft errichtet werden. Im Jahr 1868 erreichte der Wetterschacht die 1. Sohle. Der Schacht wurde auf der Wettersohle mit dem Wetterquerschlag verbunden. Der Schacht wurde für die Bewetterung des nördlichen Feldes benötigt, um dort die Abwetter aus Abbaubetrieben in den Flözen Arnold, Johann, Hannibal und Mathilde zu entfernen. Für die Bewetterung wurde ein Wetterofen installiert. Dieser erhielt einen Schornstein mit einer Höhe von 150 Fuß. Das südliche Feld wurde weiterhin mittels Grubenlüfter abgewettert. Im Jahr 1869 wurden die beiden Felder Nosthausen 1 und Nosthausen 2 von dem Gewerken Wilhelm Endemann erworben. Im darauffolgenden Jahr wurden die Felder Nosthausen zu Vereinigte Hannibal konsolidiert. Die Berechtsame umfasste nun eine Fläche von 4,1 km2.

### Der weitere Betrieb
Damit die Produktion des Bergwerks gesteigert werden konnte, war mittlerweile ein weiterer Schacht erforderlich geworden. Ab 1872 wurde in Eickel mit den Teufarbeiten für den Schacht 2 (Nosthausen) begonnen. Der Schacht wurde 0,9 Kilometer nordwestlich von Schacht I angesetzt. Im Jahr 1874 erreichte der Schacht bei einer Teufe von 134 Metern das Karbon. Im Jahr darauf wurde die Förderung von Kohleneisenstein eingestellt. Im Jahr 1876 wurde im Schacht 2 bei einer Teufe von 140 Metern die 1. Sohle und im Laufe des Jahres bei einer Teufe von 212 Metern die 2. Sohle angesetzt. Noch im selben Jahr wurde mit der Förderung begonnen. Im Jahr 1877 wurde im Schacht 2 bei einer Teufe von 283 Metern die 3. Sohle angesetzt. Im Jahr darauf wurde der Wetterschacht mit der 3. Sohle durchschlägig. Im Jahr 1880 wurden die Teufarbeiten an Schacht 1 wieder aufgenommen und der Schacht wurde tiefer geteuft. Im Jahr darauf wurde im Schacht 1 die 3. Sohle angesetzt. Im Jahr 1883 wurden die Teufarbeiten an Schacht 2 wieder aufgenommen und der Schacht wurde tiefer geteuft. Im Jahr darauf wurde im Schacht 2 bei einer Teufe von 326 Metern die Mittelsohle angesetzt. Im Jahr 1887 wurde bei einer Teufe von 367 Metern die 4. Sohle angesetzt. Diese Sohle wurde wenige Jahre später bei einer Teufe von 400 Metern neu angesetzt. Im Jahr 1889 wurden die Teufarbeiten an Schacht 1 wieder aufgenommen und der Schacht wurde tiefer geteuft. Im Jahr 1890 wurde im Schacht 1 bei einer Teufe von 400 Metern (−328 m NN) die 4. Sohle angesetzt. Im Jahr 1892 wurde im Schacht 2 bei einer Teufe von 505 Metern die 5. Sohle angesetzt. Die für die Produktionssteigerung notwendigen Investitionen führten im Laufe der Jahre zu einem Kapitalmangel bei der Gewerkschaft. Noch im Jahr 1892 mussten 44 Feierschichten eingelegt werden. Im Jahr 1897 wurde begonnen, die 4. Sohle auszurichten. Hierfür wurde ein Blindschacht 60 Meter tief geteuft. Über Tage wurde eine neue Waschkaue mit Duschen gebaut. Im selben Jahr wurde der Hauptförderschacht durch einen Förderkorb beschädigt. Der Korb hatte an der Schachtzimmerung angefasst und diese auf eine Länge von 100 Metern so stark beschädigt, sodass der Schacht in dem Bereich neu ausgebaut werden musste. Das Bergwerk gehörte zu diesem Zeitpunkt zum Bergrevier Nord-Bochum. Im Jahr 1898 wurde im Schacht 1 bei einer Teufe von 514 Metern (−432 m NN) die 5. Sohle angesetzt. Zu dieser Zeit waren auf Schacht 1 insgesamt fünf Flöze in Verhieb, davon waren drei Flöze mit Bergemittel, die anderen zwei Flöze waren aus reiner Kohle. Die Mächtigkeit der Flöze lag zwischen 0,7 und 1,2 Metern, bei den Flözen mit Bergemittel lag die Mächtigkeit der Bergemittel zwischen 0,1 und 0,5 Meter. Auf Schacht 2 waren insgesamt drei Flöze mit einer Mächtigkeit von 0,7 bis 1,8 Metern in Verhieb, davon waren vier Flöze mit Bergeanteil, die anderen drei Flöze waren aus reiner Kohle. Bei den Flözen mit Bergemittel lag die Mächtigkeit der Bergemittel zwischen 0,1 und 0,3 Meter.
Im Jahr 1899 beschloss die Gewerkenversammlung, das Bergwerkseigentum Vereinigte Hannibal zu verkaufen. Als Kaufpreis wurden 7350 Mark pro Kux festgelegt. Mit Wirkung vom 1. Juli desselben Jahres ging die Zeche Vereinigte Hannibal für 7,5 Mio. Mark in das Eigentum der Friedrich Krupp AG über. Die Zeche wurde nun gemeinsam mit der Zeche Hannover verwaltet. Mit der Übernahme wurde das Bergwerk umbenannt in Zeche Hannibal. Im Jahr 1900 wurde bei einer Teufe von 434 Metern die 3. Teilsohle angesetzt. Im Jahr darauf wurde mit den Teufarbeiten für Schacht 3 begonnen. Der Schacht wurde neben Schacht 1 angesetzt. Im Jahr 1902 wurde der Schacht 3 bis zur 4. Sohle fertiggestellt. Im Jahr 1903 wurde der Schacht 3 als Förderschacht in Betrieb genommen, Schacht 1 wurde nun als Wetterschacht genutzt. Im Jahr 1904 wurde eine Kokerei in Betrieb genommen. Die Kokerei war mit Nebengewinnungsanlagen ausgerüstet und wurde in den Folgejahren erweitert. Außerdem wurden die Tagesanlagen in den weiteren Jahren weiter ausgebaut. Dabei lag für den Bergwerkseigentümer die größte Priorität bei der Steigerung der Leistungsfähigkeit der Kokerei. Für die Streckenförderung wurden mittlerweile auch Grubenloks eingesetzt. Im Jahr 1910 wurde der alte Wetterschacht aufgegeben. Im Jahr 1911 wurden die Teufarbeiten an Schacht 1 wieder aufgenommen und der Schacht wurde tiefer geteuft. Noch im selben Jahr wurde bei einer Teufe von 615 Metern (−543 m NN) die 6. Sohle angesetzt. Außerdem wurden in diesem Jahr die Teufarbeiten an Schacht 3 wieder aufgenommen und der Schacht wurde tiefer geteuft. Im Jahr 1914 wurde mit den Teufarbeiten für den Schacht 4 begonnen. Der Schacht wurde im Ostfeld 800 Meter nordöstlich des Betriebsteils 1/3 angesetzt. Im Jahr 1915 erreichte der Schacht 4 die 4. Sohle und im darauffolgenden Jahr wurde der Schacht mit der 5. Sohle durchschlägig. Noch im selben Jahr wurde der Schacht in Betrieb genommen. Im Jahr 1917 wurde im Schacht 2 die 5. Sohle abgeworfen. Im Jahr 1919 wurde im Wetterschacht 4 mittels Blindschacht mit dem Abbau begonnen. Im Jahr 1920 wurde auf der Kokerei mit dem Bau von 100 neuen Öfen begonnen, die Bauphase dauerte bis zum Jahr 1924. Nachdem das Ruhrgebiet bereits im Jahr 1923 durch französische und belgische Truppen besetzt worden war, wurde die Zeche Hannibal am 24. Januar des Jahres 1924 von französischen Ingenieuren inspiziert. Diese Ingenieure sollten in Gesprächen Art und Menge der Reparationszahlungen untersuchen. Gegen die Werksdirektion wurden Haftbefehle erlassen, die Direktoren konnten sich jedoch einer Verhaftung widersetzen.

### Die weiteren Jahre
Im Jahr 1924 wurde begonnen, über Schacht 1 einen Hammerkopfturm mit Turmfördermaschine zu errichten. Der Turm bestand aus einem Stahlbaugerüst und hatte eine Höhe von 65 Metern. Der Turm war eine Weiterentwicklung des Hammerkopfturmes der Zeche Minister Stein. Im selben Jahr wurde die Förderung im Schacht 3 aufgegeben. Im Jahr 1925 kam es auf Hannibal zu einer Schlagwetterexplosion, hierbei wurden sieben Bergleute getötet. Im Jahr 1926 wurde der Betrieb gestrafft und Betriebsteile zusammengelegt. Am 20. März desselben Jahres wurde die Förderung im Schacht 2 aufgegeben. Der Betriebsteil Hannibal 2 wurde mit dem Betriebsteil Hannibal 1/3 zusammengelegt. Schacht 2 blieb weiterhin für die Bewetterung offen. Die Tagesanlagen wurden mit einer neuen Verladeanlage, sowie einer neuen Kohlenwäsche und einer neuen Sieberei ausgestattet. Im Jahr 1928 wurde der Schacht 1 verfüllt und neu abgeteuft. Im Jahr 1929 wurde im Schacht 1 bei einer Teufe von 749 Metern (−673 m NN) die 7. Sohle angesetzt. Am 1. Dezember desselben Jahres kam es bei der Seilfahrt zu einem Unglück, hierbei wurden drei Bergleute getötet.
Im Jahr 1930 wurde die Turmförderanlage auf Schacht 1 in Betrieb genommen. Im selben Jahr wurde der Wetterschacht 4 bis zur 6. Sohle in Betrieb genommen. Außerdem wurde in diesem Jahr die Kokerei stillgelegt. Im Jahr 1934 wurde die Kokerei auf Hannibal 1/3 wieder in Betrieb genommen. Auf dem Bergwerk wurden bis zum Beginn des Zweiten Weltkrieges größere Modernisierungen durchgeführt. In den Jahren 1937/38 wurde auf dem Gelände von Hannibal 2 das Krupp-Treibstoffwerk errichtet.
Im Jahr 1937 wurde im Schacht 3 bei einer Teufe von 943 Metern (−885 m NN) die 7. Sohle angesetzt. Im Jahr 1941 wurden auf dem Bergwerk die ersten Strebe mit Kohlenhobeln ausgerüstet. Außerdem wurde in diesem Jahr der Schacht 1 bis zu einer Teufe von 864 Metern in Betrieb genommen. Während des Zweiten Weltkrieges wurde das Bergwerk durch Luftangriffe sehr stark beschädigt. Im Juli des Jahres 1944 wurde die Anlage bei einem Bombenangriff total zerstört. Der Schacht 1 brach unterhalb der 6. Sohle zusammen. Aus diesem Grund wurde die Seilfahrt und Förderung nach Hannover 1/2/5 verlegt. Die Kokerei wurde ebenfalls durch Bomberangriffe zerstört. Auch die Abwasserleitung wurde stark beschädigt, sodass der Wasserspiegel um zwei Meter anstieg und dadurch die Schächte abzusaufen drohten. Mit enormen Anstrengungen konnten die Leitungen wieder repariert werden. Im November desselben Jahres wurde der Betrieb auf Hannibal komplett eingestellt. Bereits im Juli des Jahres 1945 wurde mit dem Wiederaufbau der Tagesanlagen begonnen. Dabei wurde auf eine Gestaltung der Bergwerksanlagen nach modernen Gesichtspunkten geachtet. Zum selben Zeitpunkt wurde auch die Förderung wieder aufgenommen. Im Jahr 1946 umfasste die Berechtsame eine Fläche von 4,1 km2. Beide noch vorhandenen Schächte reichten bis zur 8. Sohle, Hauptfördersohle war die 7. Sohle. Bis zum Jahr 1948 waren die Produktionsanlagen des Bergwerks weitgehend wieder aufgebaut worden. Unter Tage wurden ab diesem Jahr die Gleise der Grubenbahn auf das Spurmaß der Gleise der Zeche Hannover umgestellt. Der gesamte Umbau dauerte fünf Jahre.

### Die letzten Jahre
Im Jahr 1949 wurde die 8. Sohle zur Hauptfördersohle. Im Jahr 1950 wurde auf dem Bergwerk eine Silikoseforschungsstelle eingerichtet. Im Jahr 1951 wurden die Lohnhalle mit Büroräumen und eine neue Kaue fertiggestellt. Die Kaue bot Platz für 2800 Bergleute. Im selben Jahr wurde die Untertagebelegschaft mit CO-Filterselbstrettern ausgestattet. Die Zeche Hannibal war dadurch das erste Bergwerk im Ruhrbergbau, auf dem diese Maßnahme durchgeführt wurde. Im Jahr 1953 waren die Kriegsschäden beseitigt und der Aufbau des Bergwerks abgeschlossen. Am 16. Februar des Jahres 1954 wurde die Zeche Hannibal zusammen mit der Zeche Hannover, auf Grund einer alliierten Anordnung, aus dem Verbund der Firma Krupp losgelöst. Beide Bergwerke wurden in die neu gegründete Aktiengesellschaft Steinkohlenbergwerk Hannover-Hannibal AG mit Sitz in Hordel eingegliedert. Ab 1958 wurde die Förderung zur Zeche Hannover verlagert. Im darauffolgenden Jahr erfolgte der Verbund mit der Zeche Hannover. Beide Bergwerke förderten jedoch vorerst noch getrennt. Im Jahr 1959 wurde in den Baufeldern der Schächte 2 und 4 abgebaut. Im Jahr 1961 wurde mit einem Versuchsblindschacht ein Durchschlag zwischen der 8. Sohle Hannibal und der 850 mS Constantin der Große erstellt. Im Jahr 1964 wurde die Förderung auf Hannibal gänzlich eingestellt. Die im Baufeld Hannibal abgebaute Kohle wurde unter Tage zum Baufeld Hannover 1/2/5 gefördert und dort nach über Tage gefördert. Am 31. März des Jahres 1967 erfolgte der Verbund mit der Zeche Mont Cenis. Im Laufe des Jahres erfolgte der Verbund der beteiligten Zechen Hannover, Mont Cenis, Hannibal zu Bergwerk Bochum. Im Jahr 1973 wurde die Zeche stillgelegt und die Schächte verfüllt.
Die Tagesanlagen wurden weitgehend abgebrochen.
Das Künstlerehepaar Bernd und Hilla Becher dokumentierte den Abbruch der Zechenanlage über eineinhalb Jahre fotografisch.

## Förderung und Belegschaft
| Jahr | Belegschaft | Steinkohlen- Fördermenge [Tonnen]  | Referenzen & Bemerkungen                                                          |
| ---- | ----------- | ---------------------------------- | --------------------------------------------------------------------------------- |
| 1854 |             | 2.588                              | Erste bekannte Förderzahl                                                         |
| 1855 | 0.152       | 5.193 (25.963¼ Preußische Tonnen)  | ; Annahme: 200 kg/Preussische Tonne; siehe Preußische Tonne im Bergbau            |
| 1860 | 0.230       | ca. 42.000                         | [ 2 ]                                                                             |
| 1861 | 0.325       | 69.248 (346.238 Preußische Tonnen) | ; Annahme: 200 kg/Preussische Tonne; siehe Preußische Tonne im Bergbau            |
| 1865 | 0.460       | ca. 89.000                         | [ 2 ]                                                                             |
| 1870 | 0.458       | 101.053                            | ; Die auf dem Bergwerk geförderten Kohlen waren gute Fett-, Flamm- und Gaskohlen. |
| 1875 | 0.478       | 103.266                            | [ 1 ]                                                                             |
| 1880 |             | 240.000                            | [ 2 ]                                                                             |
| 1885 | 0.895       | 274.372                            | [ 1 ]                                                                             |
| 1890 |             | > 300.000                          | [ 2 ]                                                                             |
| 1895 | 1.079       | 298.593                            |                                                                                   |
| 1890 | 1.626       | 401016                             | [ 1 ]                                                                             |
| 1903 |             | 453.000                            | [ 16 ]                                                                            |
| 1913 | 3.570       | ca. 983.000                        | [ 2 ]                                                                             |
| 1920 | 3.621       | 740.375                            |                                                                                   |
| 1925 | 3.507       | 834.502                            |                                                                                   |
| 1930 | 2.716       | 882.527                            |                                                                                   |
| 1935 | 1.513       | 744.025                            | [ 1 ]                                                                             |
| 1937 | 2.199       | 1.060.654                          | ; Maximale Förderung                                                              |
| 1940 | 2.343       | 1.006.891                          |                                                                                   |
| 1945 | 1.121       | 37.986                             | [ 1 ]                                                                             |
| 1950 |             | ca. 600.000                        | [ 2 ]                                                                             |
| 1955 | 1945        | 714.353                            |                                                                                   |
| 1960 | 1.625       | 624.896                            | [ 1 ]                                                                             |
| 1963 | 1.631       | ca. 663.000                        | ; Letzte bekannte Förder- und Belegschaftszahlen.                                 |

## Heutiger Zustand
Einige Gebäude, wie die Lohnhalle, blieben erhalten und sind umgebaut und in das Hannibal-Einkaufszentrum integriert worden.

## Lage der Schächte

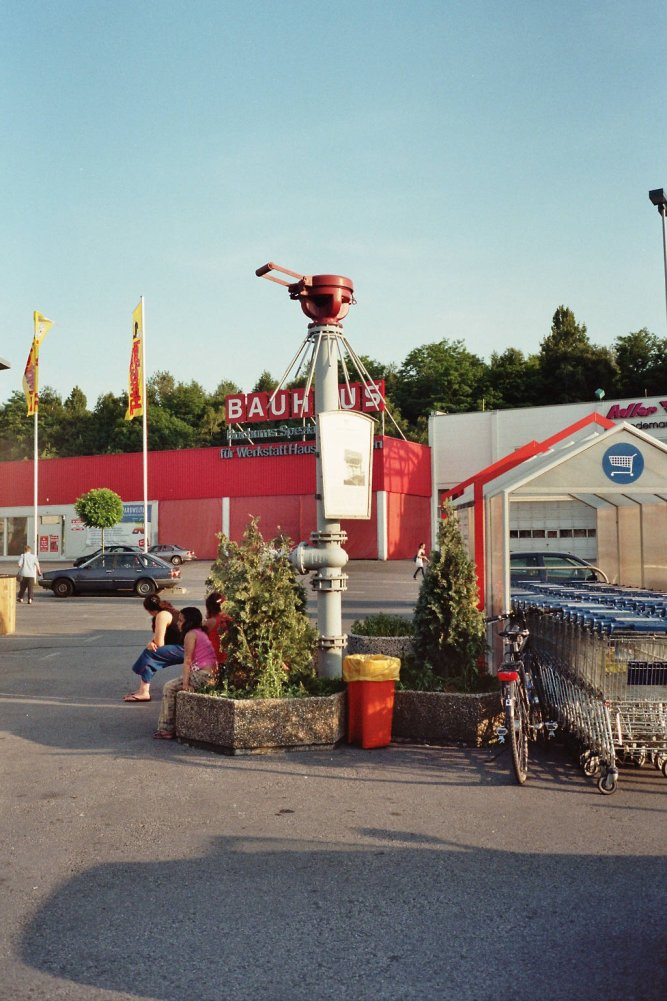
Protegohaube über Schacht 1 mit geschichtlicher Erklärungstafel

- Schacht 1: 1848 Teufbeginn, 1973 stillgelegt, 51° 30′ 23,92″ N, 7° 11′ 32,91″ O
- Wetterschacht nördlich von Schacht 1: 1863 Teufbeginn, 1868 in Betrieb, 1920 aufgegeben, 51° 30′ 31,1″ N, 7° 11′ 25,1″ O
- Schacht 2: 1872 Teufbeginn, 1973 stillgelegt, in Eickel, 51° 30′ 44,3″ N, 7° 10′ 58,8″ O
- Schacht 3: 1901 Teufbeginn, 1973 stillgelegt, neben Schacht 1, ungefähre Lage: 51° 30′ 24,1″ N, 7° 11′ 34,8″ O
- Wetterschacht 4: 1914 Teufbeginn, 1973 stillgelegt, im Ostfeld, ungefähre Lage: 51° 30′ 38,2″ N, 7° 12′ 9,4″ O